# Le Fouilloux
Le Fouilloux è un comune francese di 730 abitanti situato nel dipartimento della Charente Marittima nella regione della Nuova Aquitania.

## Società

### Evoluzione demografica
Abitanti censiti